# Drew Moor
Pour les articles homonymes, voir Moor.
Drew Moor (né le 15 janvier 1984 à Dallas, Texas, États-Unis) est un joueur international américain de soccer ayant joué au poste de défenseur central aux Rapids du Colorado en MLS.

## Palmarès
Rapids du Colorado
- Vainqueur de la Coupe MLS en 2010

 Toronto FC
- Vainqueur du Championnat canadien en 2016, 2017 et 2018.
- Vainqueur du Supporters' Shield en 2017
- Vainqueur de la Coupe MLS en 2017